# Книга скорбных песнопений
Кни́га ско́рбных песнопе́ний (арм. Մատյան Ողբերգության) — лирико-мистическая поэма Григора Нарекаци. Завершена в 1002 году и состоит из свыше 10 тысяч строк. Самый ранний из сохранившихся списков датируется 1173 годом. Отрывки были напечатаны ещё в 1513 году в Венеции, впервые полностью была напечатана в 1673 году в Марселе.
Первая известная попытка перевести «Книгу скорбных песнопений» на русский язык относится к началу XIX века — в 1810 году Иосиф Иоаннесов, переводчик «Истории Армении» Мовсеса Хоренаци (1809 год), перевёл также отрывок из «Книги скорбных песнопений» (третью, завершающую часть 12-й главы), и издал её в Санкт-Петербурге под названием «Молитва против нощных ужасов».
В 1969 году в издательстве «Айастан», по инициативе профессора Левона Мкртчяна, были опубликованы избранные главы «Книги скорбных песнопений» в переводе на русский язык Наума Гребнева (главы 1, 23, 30, 55, 80). Затем, благодаря огромным усилиям профессора Левона Мкртчяна, удалось запланировать и издать «Книгу скорби» (Григор Нарекаци. «Книга скорби». Перевод Наума Гребнева, Ереван, «Советакан Грох», 1977) с научными комментариями в 1977 году. В книгу вошло 42 главы из 95. В этой книге Л. Мкртчян — автор предисловия, примечаний и соавтор подстрочного перевода в Приложении.
В 1984 году в ереванском издательстве «Советакан грох» вышел перевод Леонида Миля «Книги скорбных песнопений» без 92-й и 93-й глав.
В 1985 году издательство «Художественная литература» выпустило перевод Владимира Микушевича «Книги скорбных песнопений», также без 92-й и 93-й глав.
В 1985 году композитор Альфред Шнитке написал «Концерт для смешанного хора в четырёх частях» на стихи Г. Нарекаци в переводе Наума Гребнева.
В 1988 году в издательстве «Наука» вышел первый полный научный перевод на русский язык «Книги скорбных песнопений». Переводчики — сотрудники Матенадарана М. О. Дарбинян-Меликян и Л. А. Ханларян. Издание было снабжено подробными комментариями и научным аппаратом.
Научный перевод М. О. Дарбинян-Меликян и Л. А. Ханларян лежит в основе и упомянутых ранее переводов: Н. Гребнева, Л. Миля, В. Микушевича. Однако, если переводы Л. Миля и В. Микушевича относительно близки к научному переводу («подстрочнику»), то перевод Н. Гребнева, как отмечает С. Аверинцев в предисловии к изданию 1988 года, скорее следует называть не переводом, а переложением «Книги».
В 1998 году профессор, академик Мкртчян издал «Книгу скорбных песнопений» в переводе Н. Гребнева, включив в неё 42 главы по изданию 1977 года и ещё четыре главы, 34, 37, 57 и 69, которые в этом новом издании впервые увидели свет, уже после смерти переводчика.
В электронном виде, с искажениями, книга стала доступна 2002 году в библиотеке «Вехи».
Переведена на многие языки мира, сыграла значительную роль в развитии армянского литературного языка.
Ekzeget.ru и Predanie.ru выпустили в формате аудиокниги Youtube.